# Port lotniczy Inagua
Port lotniczy Inagua – port lotniczy zlokalizowany w mieście Matthew Town, na wyspie Wielka Inagua (Bahamy).

## Linie lotnicze i połączenia
- Bahamasair (Mayaguana, Nassau)